# Llista d'amfibis i rèptils terrestres del delta de l'Ebre
Aquesta llista d'amfibis i rèptils terrestres del delta de l'Ebre és un recull de les espècies d'amfibis i rèptils amb presència confirmada al delta de l'Ebre.

## Amfibis
| Nom científic          | Nom català                      | Indrets on es troba | Observacions | Imatge              |
| ---------------------- | ------------------------------- | --- | --- | ------------------- |
| Bufo bufo              | Gripau comú                     | Té una distribució deltaica eminentment perifèrica (sobretot en el límit continental) i només penetra per la plataforma deltaica seguint el curs del riu Ebre. A la perifèria ha estat localitzat pels voltants d'Amposta, l'Aldea i Camarles, mentre que a l'interior deltaic les úniques citacions recents pertanyen a Sant Jaume d'Enveja i l'illa de Gràcia.                     | La seua presència al delta de l'Ebre és força baixa i sembla estar molt associat als conreus de fruiters dels límits continentals i, en menor grau, a àrees antròpiques i de vegetació ruderal. | Gripau comú         |
| Epidalea calamita      | Gripau corredor, gripau ratllat | Hom creu que es troba en franca regressió i presenta una distribució força dispersa i irregular. Hi és força rara i, bàsicament, s'ha localitzat als voltants de Jesús i Maria (Deltebre) i de Sant Carles de la Ràpita, al Garxal i a l'Encanyissada, ja en el límit continental del delta.                                                                                         | | Gripau corredor     |
| Hyla meridionalis      | Reineta meridional, regina      | La seua presència és força dubtosa, ja que les citacions més recents d'aquesta granota daten de principis de la dècada del 1990 quan van ésser localitzats diversos mascles cantant (durant la primavera) pels voltants de les Olles i d'Ampollamar. També, era present, antigament, a l'Encanyissada i al Canal Vell, però des de la dècada de 1980 no s'hi ha tornat a localitzar. | Les prospeccions específiques dutes a terme durant els anys 2004 i 2005 van donar resultats negatius i hom comença a creure que aquesta espècie s'hi hagi extingit durant les darreres dècades. | Reineta meridional  |
| Lissotriton helveticus | Tritó palmat                    | És l'únic urodel amb presència confirmada al delta de l'Ebre ja que ha estat localitzat en un indret dels Ullals de Baltasar (tot i que hi ha citacions antigues a Amposta, Sant Jaume d'Enveja i Deltebre). | Hom pensa que ha pogut colonitzar el delta a partir de la conca de l'Ebre (on n'existeix una propera població a la Marjal de Campredó -Tortosa-). Cal remarcar que les poblacions localitzades a la veïna serra del Montsià no són naturals, ja que hi van ser introduïdes fa uns 35 anys en diverses fonts i bassetes. Al delta de l'Ebre només s'ha localitzat en zones de vegetació riberenca ben constituïda. | Tritó palmat        |
| Pelobates cultripes    | Gripau d'esperons               | La seua distribució és exclusivament litoral amb 2 nuclis amb major presència d'efectius: Riumar-Garxal i Eucaliptus-Riet Vell. També, és present a la franja litoral que va des de Riumar fins a la Punta del Fangar. | Al delta de l'Ebre ocupa ecosistemes dunars, canyissars de zones antròpiques litorals de poca fondària, salicornars i, més puntualment, arrossars urbans propers a les platges, sempre en punts d'aigua temporals i de poca fondària. | Pelobates cultripes |
| Pelophylax perezi      | Granota verda, granota vulgar   | És present a gairebé la totalitat de la superfície deltaica, llevat de l'istme del Trabucador, la Punta de la Banya i la Punta del Fangar. És força abundant a la Bassa de l'Arena, Els Muntells o alguns indrets del sud de l'illa de Buda. | Al delta de l'Ebre ha colonitzat amb èxit les zones d'arrossar, on es mostra com l'espècie amfíbia més abundant. | Granota verda       |

## Rèptils
| Nom científic              | Nom català                              | Indrets on es troba | Observacions | Imatge                                 |
| -------------------------- | --------------------------------------- | --- | --- | -------------------------------------- |
| Acanthodactylus erythrurus | Sargantana cua-roja                     | Té una distribució força restringida a la franja litoral de l'hemidelta nord. Les poblacions més destacades es troben al sector comprès entre les dunes de Riumar i el Garxal, mentre que l'àrea de la Punta del Fangar i de la Marquesa presenta una població molt més petita. | Al delta de l'Ebre ocupa els ecosistemes dunars ben desenvolupats i, secundàriament, les àrees de platja amb matolls dispersos i els salicornars adjacents a les dunes. | Sargantana cua-roja                    |
| Anguis fragilis            | Vidriol, llisona, noia, serp de vidre   | Les citacions més recents daten del 2004 en què es va trobar una femella adulta atropellada al barri del Roquer (Camarles), prop del límit continental nord del delta. Les citacions anteriors, de la dècada de 1980 o anteriors, mostren que també era present a Amposta, l'illa de Sapinya i a les vores del riu Ebre. | | Vidriol, llisona, noia, serp de vidre  |
| Emys orbicularis           | Tortuga d'estany                        | Es troba, bàsicament al Canal Vell i a l'Encanyissada, tot i que també se n'han detectat individus aïllats a la zona de la desembocadura del riu Ebre. Antigament, també era present en alguns trams de l'Ebre al seu pas per Amposta i Deltebre, així com a la Platjola, Els Muntells i Eucaliptus. | Durant la dècada del 1990, el Parc Natural del Delta de l'Ebre inicià un projecte de reproducció en captivitat, amb l'objectiu de reforçar les poblacions naturals. Al delta de l'Ebre es troba molt associada als canyissars.                                                                                              | Tortuga d'estany                       |
| Hemidactylus turcicus      | Dragó rosat, dragonet                   | La seua distribució és molt perifèrica i abasta els límits continentals: des de l'Ampolla, al nord, fins gairebé Sant Carles de la Ràpita, al sud. A l'interior deltaic, la seua presència és força dubtosa, tot i que n'hi ha observacions antigues al far de la Punta del Fangar, Els Muntells, Canal Vell i El Poblenou del Delta. | Al delta de l'Ebre es comporta com una espècie molt antropòfila, ja que la major part d'observacions es localitzen dins de petits nuclis urbans i pobles, encara que també se n'hi han localitzat exemplars en habitatges aïllats i petits murs associats a camps de conreu de fruiters.                                    | Dragó rosat, dragonet                  |
| Malpolon monspessulanus    | Serp verda, colobra bastarda            | Es troba pràcticament a tota la plataforma deltaica, des del límit continental fins a la franja litoral. | És un dels rèptils que millor s'ha adaptat a les particulars condicions ecològiques del delta de l'Ebre, car hi ocupa tota mena d'ambients amb una distribució força contínua i homogènia. D'altra banda, és una de les espècies més atropellades, ja que li agrada molt escalfar-se sobre l'asfalt de les carreteres.      | Serp verda, colobra bastarda           |
| Mauremys leprosa           | Tortuga de rierol                       | Les seues poblacions al delta de l'Ebre són una prolongació de les presents al llarg de la vall de l'Ebre. Es localitza regularment a l'Encanyissada i als Ullals de Baltasar, tot i que de manera puntual també a Amposta, l'Ampolla i en un canal de Jesús i Maria (Deltebre). | Al delta de l'Ebre s'ha comprovat que pot ocupar canals, séquies i llacunes, sempre amb una vegetació associada. També, se n'ha localitzat per les ribes de l'Ebre. | Tortuga de rierol                      |
| Natrix maura               | Serp d'aigua, colobra escurçonera       | La seua distribució és molt àmplia i força contínua, i abasta la pràctica totalitat del territori, tret de la Punta del Fangar i l'istme del Trabucador. A la Punta de la Banya només ha estat localitzada a les Salines de la Trinitat. | És l'ofidi més freqüent del delta de l'Ebre ja que ocupa tota mena d'hàbitats, sempre que hi hagi punts d'aigua disponibles. | Serp d'aigua, colobra escurçonera      |
| Natrix natrix              | Serp de collaret                        | La seua distribució s'hi estén bàsicament pel sector més oriental de la plataforma deltaica. A l'hemidelta sud s'ha constatat la seua presència recent a l'Encanyissada. | Al delta de l'Ebre ocupa tant hàbitats aquàtics com terrestres: canyissars, marges herbacis d'arrossars i zones amb vegetació riberenca i ruderal. | Serp de collaret                       |
| Podarcis hispanica         | Sargantana ibèrica                      | La seua distribució deltaica és molt àmplia, però força discontínua. No obstant això, en el límit continental mostra una distribució força contínua (des de Sant Carles de la Ràpita fins l'Ampolla). D'altra banda, penetra a l'interior del delta molt discontínuament i gairebé sempre associada a les àrees urbanitzades (com ara, Jesús i Maria, La Cava, Riumar, Sant Jaume d'Enveja, Els Muntells i El Poblenou del Delta. No se'n té constància dins d'algunes àrees protegides, com la Punta del Fangar o la Punta de la Banya. | Al delta de l'Ebre habita, bàsicament, zones humanitzades i de vegetació ruderal. També ha estat localitzada en arrossars, conreus de fruiters i bardisses, però sempre associada a algun tipus de construcció o zona pedregosa.                                                                                            | Sargantana ibèrica                     |
| Psammodromus algirus       | Sargantana cuallarga, sargantaner gros  | La seua distribució al delta està restringida a la franja litoral, ocupant-la gairebé tota (des de l'Ampolla fins a la Punta de la Banya). Cap a l'interior, només ha estat localitzat al sector entre Camarles i l'Ampolla. | Al delta de l'Ebre ocupa tota mena de biòtops de la franja litoral, tot i que és a les dunes i salicornars on s'han fet més observacions. Tot i així, aquesta espècie representa un clar exemple de regressió per l'excessiva transformació agrícola del delta de l'Ebre.                                                   | Sargantana cuallarga, sargantaner gros |
| Psammodromus hispanicus    | Sargantana corredora, sargantaner petit | Només es troba una població aïllada a les salines de la Trinitat, a l'hemidelta sud. | L'indret on viu és una zona formada per un conjunt de turons sorrencs amb vegetació ruderal i matollars. |                                        |
| Tarentola mauritanica      | Dragó comú                              | Es distribueix per tot el delta de l'Ebre, des dels seus límits continentals fins a la franja litoral i penetrant bé per l'interior deltaic (només és absent d'algunes zones de l'hemidelta sud i de l'istme del Trabucador). | Al delta de l'Ebre es comporta com una espècie força antròpica. | Dragó comú                             |
| Testudo hermanni           | Tortuga mediterrània                    | Avui dia, només hi ha una població estable al Parc Natural del Delta de l'Ebre (fruit de dues introduccions realitzades durant els anys 1987-1988 i 1990 a la Punta de la Banya). | Al delta de l'Ebre ocupa únicament les dunes i la pineda litoral presents a la Punta de la Banya. | Tortuga mediterrània                   |
| Timon lepidus              | Llangardaix ocel·lat                    | No penetra a l'interior del delta i, únicament, s'ha detectat a l'Aldea i el Barri del Roquer ((L'Ampolla). | Al delta de l'Ebre ocupa zones de vegetació ruderal, bardisses i conreus de fruiters, però sempre associat a indrets amb pedregams i matollars. | Llangardaix ocel·lat                   |
| Trachemys scripta elegans  | Tortuga d'orelles vermelles             | És present als Ullals de Baltasar, Canal Vell, les Olles, Jesús i Maria i Barri del Roquer (Camarles). | És l'espècie al·lòctona de tortuga més comuna en ecosistemes mediterranis, ja que històricament ha estat la més venuda a les botigues d'animals de companyia i es pot localitzar potencialment en qualsevol punt d'aigua (natural o artificial) del delta de l'Ebre, ja que depèn de la zona on es produeixi l'alliberament | Tortuga d'orelles vermelles            |
| Rhinechis scalaris         | Serp blanca                             | Es distribueix bàsicament en els límits continentals del delta de l'Ebre (des de l'Ampolla fins a Sant Carles de la Ràpita) i penetra molt poc en el territori deltaic. | Al delta de l'Ebre s'ha localitzat majoritàriament en conreus de fruiters, i, en segon terme, en zones humanitzades i amb vegetació ruderal. Ocupa zones força seques i és molt escassa en els arrossars i les zones humides del delta, per la qual cosa no ha arribat a colonitzar la plataforma deltaica.                 | Serp blanca                            |